# Tamta
Tamta Goduadze (del georgiano: თამთა გოდუაძე) (del griego: Τάμτα Γκοντουάτζε) (Tiflis, Georgia, 18 de enero de 1981), conocida simplemente como Tamta, es una cantante georgiana y griega. Saltó a la fama tras su participación en el programa griego Super Idol. Representó a Chipre en el Festival de la Canción de Eurovisión 2019 con la canción "Replay".

## Biografía
Tamta nació y se crio en Georgia, donde ya a la corta edad de 5 años comenzó a cantar. Durante más de seis años formó parte de una banda a la vez que tomó clases de piano durante siete años y ballet durante otros cuatro. En Georgia ganó varios festivales musicales y participó como actriz de teatro en algunos musicales con doce años. Tamta estudió y se graduó en literatura rusa e inglesa en la Universidad de Lengua Extranjera de Georgia.
Con 22 años se trasladó con su familia a Grecia, donde decidió participar en el programa "Super Idol", televisado en Mega Channel, en el que quedó en segundo lugar y se dio a conocer al público griego. En ese mismo año lanzó un sencillo llamado Eisai to allo mou miso con la participación de Stavros Konstantiniou.
Su primer debut discográfico llegó con el álbum titulado Tamta en febrero de 2006, del que destacan los temas Ftais (Faraway) y Den telioni etsi i agapi. Poco tiempo después este álbum volvió a ser reeditado incluyendo un tema acompañado con el rumano Mihai Trăistariu.
A pesar de su corta carrera musical en Grecia, ha sabido introducirse en el mercado griego gracias a colaboraciones con otros artistas nacionales, como por ejemplo durante el invierno de 2004 en el que participó en el Athens Arena con Giorgos Dalaras y Antonis Remos y en el verano de 2005 con Thanos Petrelis, Katerina Stanisi y Apostolia Zoi en el Apollon.
En 2006 Tamta actuó junto a Peggy Zina y Sakis Rouvas en el Politeia Studio de Salónica. En invierno de ese mismo año actuó en el VOX de Atenas y el Fix Live de Salónica.
En enero de 2007 Tamta fue seleccionada por la Televisión Nacional Griega (EPT) para participar en la selección nacional de Grecia en el festival de Eurovisión, junto a Christos Dantis y Sarbel, en el que quedó tercera.
Tras negociaciones con la ERT, Tamta fue elegida de manera interna como representante de Chipre para el Festival de la Canción de Eurovisión 2019 con el tema Replay. Se clasificó para la Gran Final como una de las favoritas, obteniendo en esta la 12º posición del jurado con 69 puntos y la 20º posición del televoto con 32 puntos. Finalmente, Tamta quedó en un 13.eɽ lugar.

## Discografía
Álbumes de estudio
- Tamta (2006)
- Agapise Me (2007)
- Tharros I Alitheia (2010)
- Identity Crisis (2023)